# Barrancos

Enquadramento do município e freguesia de Barrancos.

Barrancos é uma vila portuguesa raiana no distrito de Beja, região Alentejo (NUT II) e sub-região do Baixo Alentejo (NUT III). A vila é a sede do Município de Barrancos e da freguesia de Barrancos, tendo ambos (município e freguesia) 1430 habitantes (2023). Com uma área de 168,42 km², a densidade populacional do município/freguesia é 8,5 hab./km².
O município de Barrancos, sendo um dos seis municípios portugueses constituídos por uma única freguesia, é o de menor população do Continente e o terceiro menos povoado do país.
O município/freguesia de Barrancos é limitado a norte e a leste pelos municípios espanhóis de Oliva de la Frontera e Valencia del Mombuey (província de Badajoz) e de Encinasola (província de Huelva), a sul e oeste pelo município de Moura e a noroeste pelo município de Mourão. A sede dista 110 km da capital do distrito de Beja e o mesmo da cidade de Évora.
Personalidades Ilustres
- Paulo Guerra (atleta).

## História

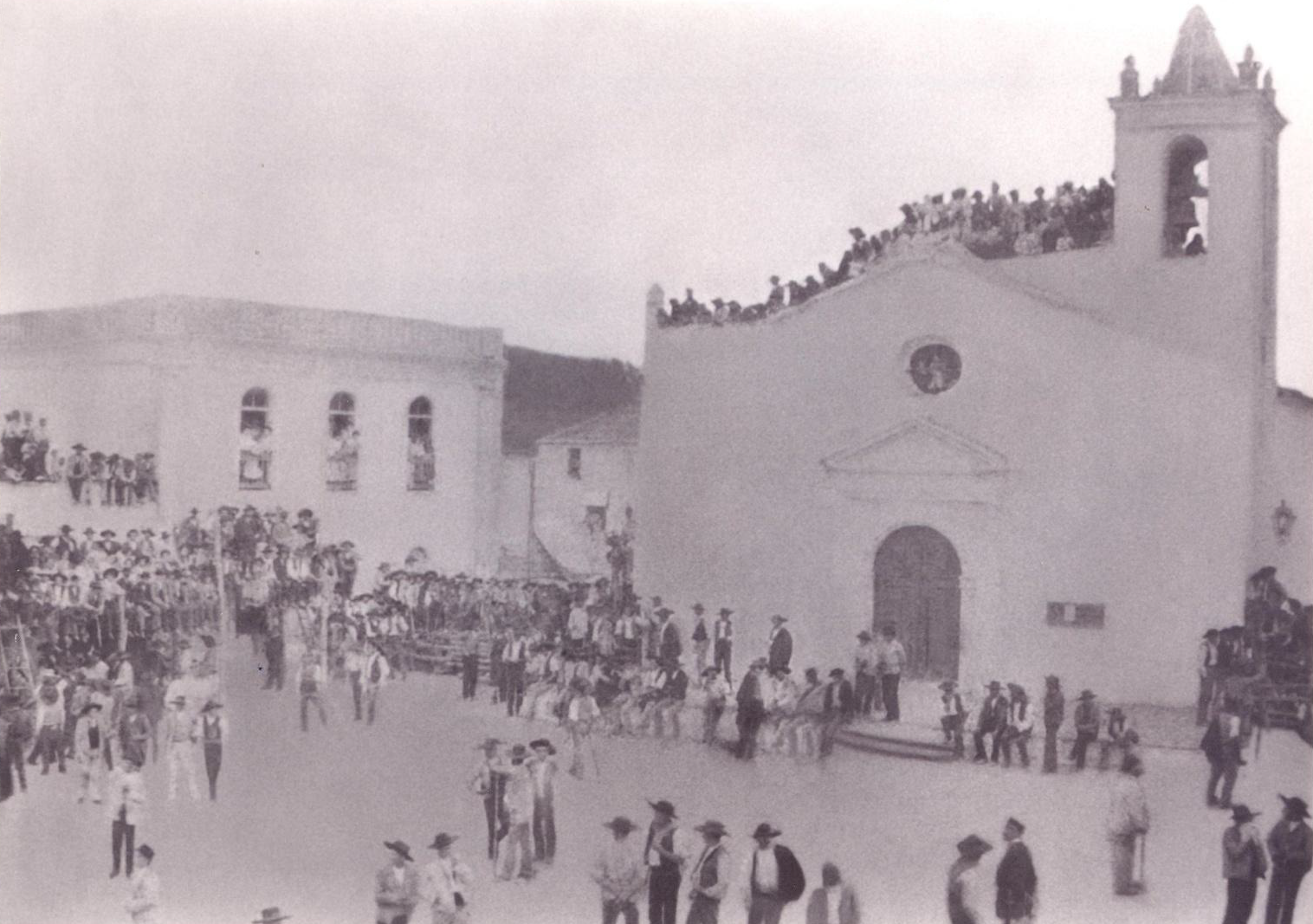
Festa em Barrancos - tabuados em dia de corrida de touros

O território que hoje pertence ao município de Barrancos foi ocupado por diferentes civilizações desde o período Calcolítico, sendo ocupado, depois, pelos romanos, visigodos e, posteriormente, reconquistado aos mouros (na aceção de «reconquista cristã») em 1167 por Gonçalo Mendes da Maia, o Lidador.
Após a reconquista cristã, D. Sancho I ordenou o repovoamento de Barrancos em 1200. Por essa época, a sede de município situava-se na vila de Noudar (dentro da fortaleza do castelo homónimo).
Em 1295, é concedida carta de foral por D. Dinis à vila de Noudar, altura em que seria definitivamente incorporada no Reino de Portugal. A vila de Noudar permaneceu estável durante cerca de 500 anos após a concessão do foral, no entanto, em 1825, iniciou-se um lento processo de despovoamento devido à perda da sua importância estratégica e militar, o que permitiria a transição da sede de município para a atual vila de Barrancos, assistindo-se ao desaparecimento gradual da sua população.
Barrancos resulta, então, de uma transferência de população e poder municipal da antiga vila de Noudar, tendo cumprido recentemente um século de restauração do município de Barrancos em 1998, fruto de uma reforma administrativa onde foi incorporado no município de Moura, de 1896 a 1898.

## Clima
O município possui um tipo de clima mediterrânico, com um período seco de cerca de 80 a 100 dias, durante o verão, em que a temperatura média varia entre os 29 °C e os 31 °C. No inverno, as temperaturas mínima média é 2 °C.
Barrancos tem uma temperatura média de 16,2 °C. A pluviosidade média anual é de 563 mm.

## Cultura
Barrancos possui grandes ligações culturais com Espanha, uma vez que a povoação de Encinasola dista de Barrancos apenas 9 km, ao passo que a localidade portuguesa mais próxima (Santo Aleixo da Restauração) situa-se a 21 km. As manifestações mais visíveis deste parentesco cultural são o dialeto aí falado (e atualmente lecionado na escola local), o barranquenho, e na sobrevivência da tourada com os touros de morte até aos nossos dias, cuja exceção foi consagrada em 2002.
O facto de confinar com a fronteira espanhola levou ainda ao desenvolvimento, até finais da década de 1970, de uma intensa atividade de contrabando na vila.
Mantêm-se ainda curiosas tradições de raiz comunitária, tais como:
- o baile da Pinha, realizado no sábado seguinte ao Carnaval
- a romaria do Dia das Flores, na segunda segunda-feira após o domingo de Páscoa
- a Expo-Barrancos
- a tradicional festa do Presunto e dos Enchidos que varia de ano para ano (em 2015 de 24 a 26 de Abril) e que se realiza no Parque de Feiras e Exposições de Barrancos
- as festas em honra de Nossa Senhora da Conceição, nos dias 28 a 31 de Agosto
- o dia de Nossa Senhora da Conceição, a 8 de Dezembro
- a fogueira de Natal comunitária, no largo principal da vila, na noite de 24 de Dezembro

### Touros de morte
A vila de Barrancos é, a par de Monsaraz, um dos dois únicos locais de Portugal em que é legal matar o touro na arena aquando das corridas de touros, pois o parlamento português aprovou, em 2002, um regime de exceção para Barrancos que legalizou esta tradição.
Este evento vem desde os primeiros tempos da vila, constando ser as Festas de Agosto de Barrancos como uma das principais do Baixo Alentejo. Por isso, em meados do mês de Agosto, visitam a vila milhares de turistas, nomeadamente portugueses e espanhóis, curiosos ou amantes das tradições festivas de Barrancos, incluindo-se a lide a pé e a execução da sorte final da estocada do touro na arena.

## Gastronomia

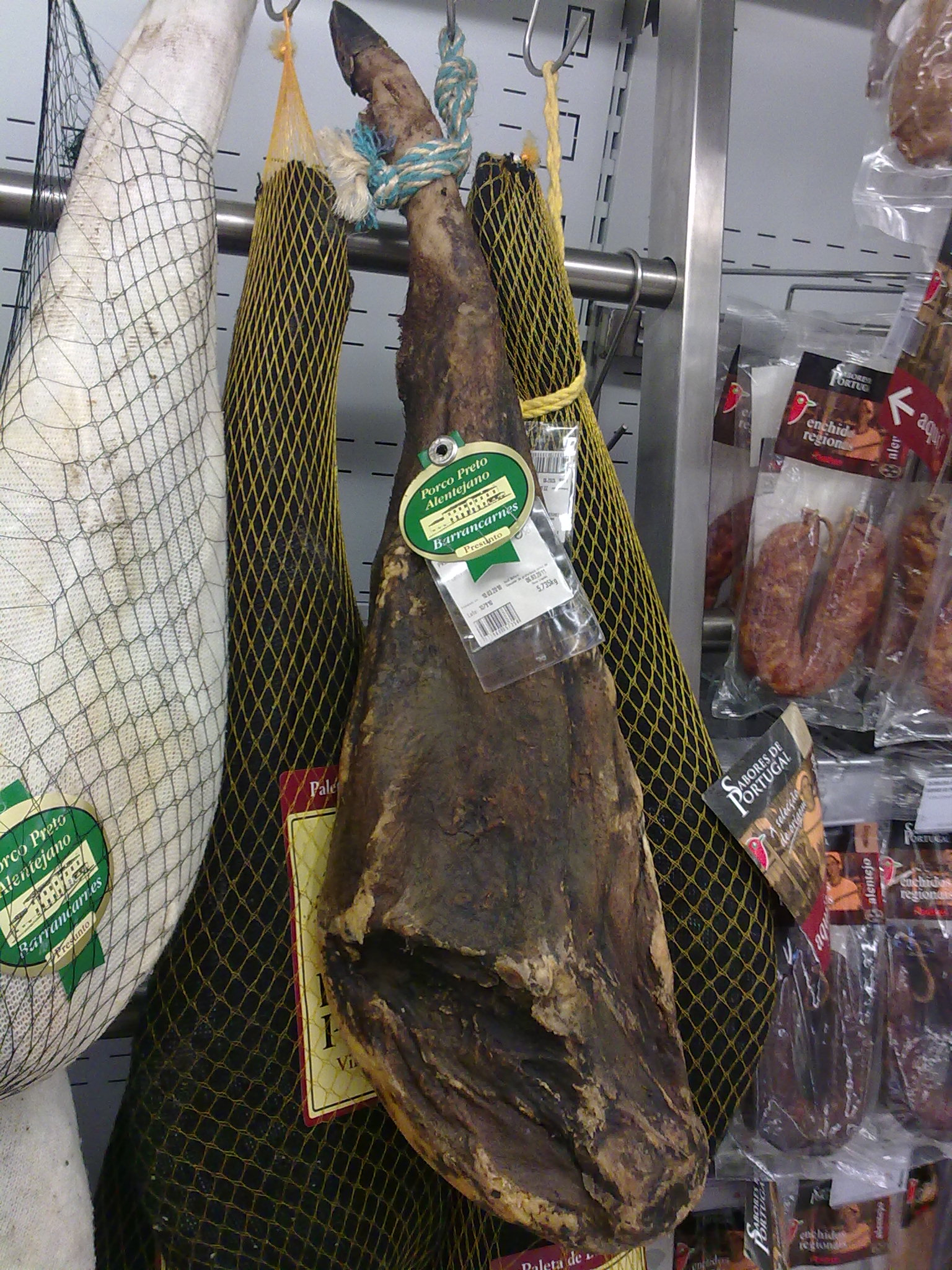
Presunto de Barrancos

Na gastronomia local, destaca-se o presunto de Barrancos, que constitui uma denominação de origem protegida (DOP), de acordo com as normas da União Europeia. Também se pode destacar a açorda à moda de Barrancos. Apenas nesta vila são feitas as migas de uma forma tão típica.

## Património
Relativamente ao património edificado, destacam-se as ruínas do Castelo de Noudar e dos edifícios da antiga vila homónima.

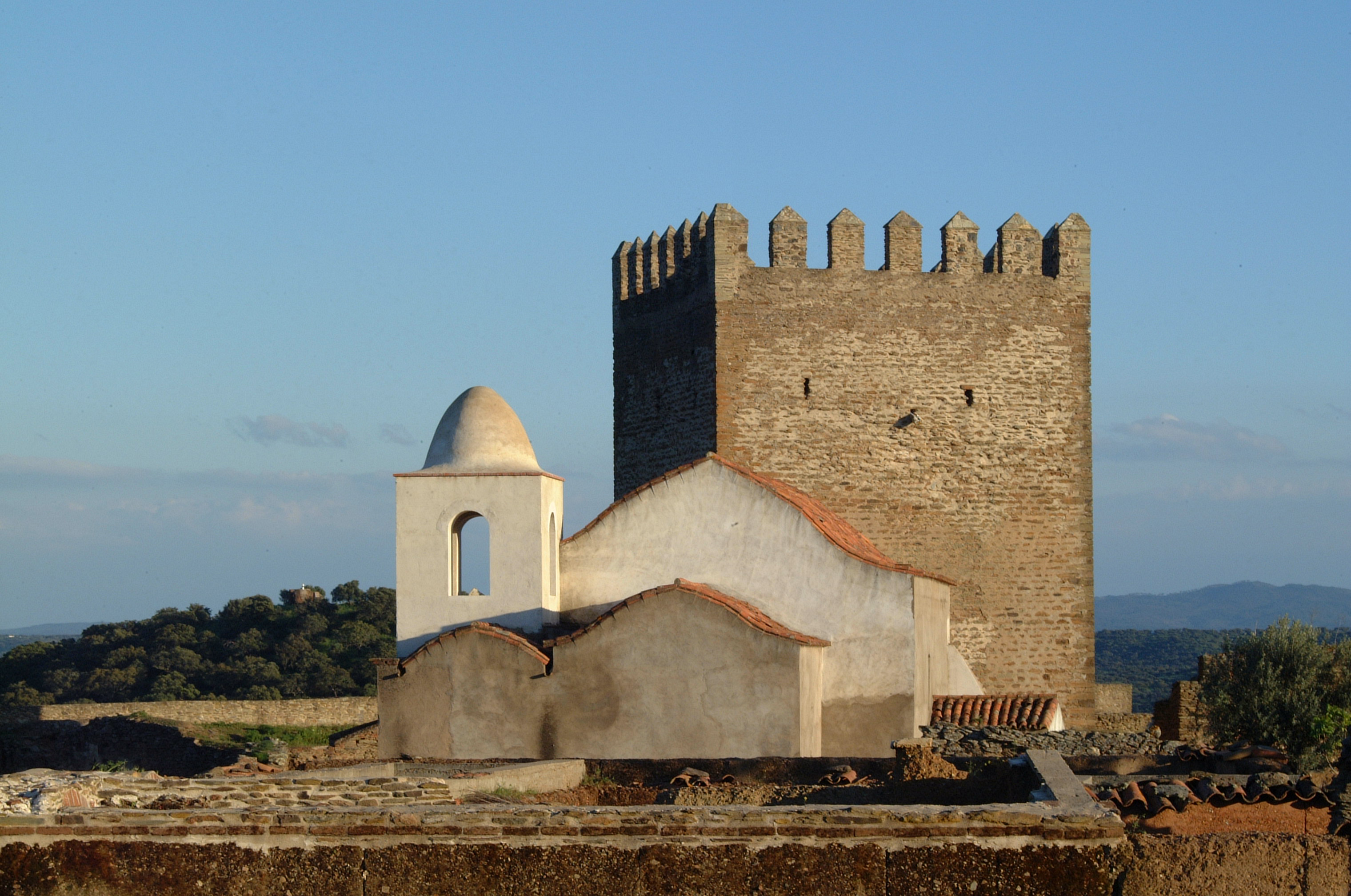
Castelo de Noudar

O Dialeto Barranquenho também faz parte do património do município. Este dialeto é falado por todos os habitantes, nunca sendo esquecido.

## Espaços públicos e museus
- Museu municipal
- Museu arqueológico e etnográfico de Barrancos
- Biblioteca Pública de Barrancos
- Cineteatro de Barrancos

## Geminações
A vila de Barrancos está geminada com as seguintes cidades:
- Fregenal de la Sierra, Estremadura, Espanha
- Encinasola, Andaluzia, Espanha

## Heráldica
|  | Armas: Escudo de prata com um sobreiro a verde com tronco negro e frutado de ouro sobre um terrado de sua cor, cortado por três faixas ondadas, duas de prata e uma de azul. No terrado, um javali passante de ouro realçado a negro. Coroa mural de prata de quatro torres. Listel branco com a legenda a negro: "VILA DE BARRANCOS". |
|  | Bandeira: Esquartelada de amarelo e azul, cordões e borlas de ouro e azul. Haste e lança de ouro. |

## Política

### Eleições autárquicas[13]
| Data | %            | V            | %     | V     | %              | V       | %              | V       | %              | V       | %              | V       | Participação   |                |
| Data | FEPU/APU/CDU | FEPU/APU/CDU | PS    | PS    | PPD/PSD        | PPD/PSD | CDS-PP         | CDS-PP  | PPM            | PPM     | CDS/PSD        | CDS/PSD | Participação   |                |
| ---- | ------------ | ------------ | ----- | ----- | -------------- | ------- | -------------- | ------- | -------------- | ------- | -------------- | ------- | -------------- | -------------- |
| Data | 1976         | 49,95        | 3     | 37,70 | 2              |         |                |         |                |         |                |         |                | 63,36 / 100,00 |
| 1979 | 62,18        | 3            | 33,08 | 2     | 74,81 / 100,00 |         |                |         |                |         |                |         |                |                |
| 1982 | 63,08        | 3            | 32,98 | 2     | 75,50 / 100,00 |         |                |         |                |         |                |         |                |                |
| 1985 | 71,88        | 4            | 23,05 | 1     | 80,47 / 100,00 |         |                |         |                |         |                |         |                |                |
| 1989 | 53,19        | 3            | 37,34 | 2     | 3,01           | -       | 77,61 / 100,00 |         |                |         |                |         |                |                |
| 1993 | 51,33        | 3            | 38,33 | 2     | 3,80           | -       | 0,53           | -       | 77,67 / 100,00 |         |                |         |                |                |
| 1997 | 47,05        | 3            | 46,44 | 2     | 1,76           | -       |                |         | 77,71 / 100,00 |         |                |         |                |                |
| 2001 | 46,07        | 2            | 46,96 | 3     | 2,74           | -       | 81,67 / 100,00 |         |                |         |                |         |                |                |
| 2005 | 52,43        | 3            | 43,47 | 2     | CDS-PP         | CDS-PP  | PPD/PSD        | PPD/PSD | PSD/CDS        | PSD/CDS | 0,82           | -       | 82,35 / 100,00 |                |
| 2009 | 59,52        | 3            | 33,99 | 2     |                |         | 1,81           | -       |                |         |                |         | 77,83 / 100,00 |                |
| 2013 | 54,41        | 3            | 39,45 | 2     |                |         | 78,15 / 100,00 |         |                |         |                |         |                |                |
| 2017 | 41,18        | 2            | 44,62 | 3     | CDS-PP         | CDS-PP  | PPD/PSD        | PPD/PSD | 10,59          | -       | 80,89 / 100,00 |         |                |                |
| 2021 | 46,50        | 2            | 34,80 | 2     | CDS-PP         | CDS-PP  | PPD/PSD        | PPD/PSD | 15,50          | 1       | 76,34 / 100,00 |         |                |                |

### Eleições legislativas
| Data | %     | %     | %     | %     | %     | %        | %     | %     | %     | %     | %    | %   | %       | % | %  | %  |
| Data | PS    | PCP   | PSD   | CDS   | UDP   | APU/ CDU | AD    | FRS   | PRD   | PSN   | BE   | PAN | PSD CDS | L | CH | IL |
| ---- | ----- | ----- | ----- | ----- | ----- | -------- | ----- | ----- | ----- | ----- | ---- | --- | ------- | - | -- | -- |
| 1976 | 40,84 | 37,99 | 5,99  | 3,42  | 2,85  |          |       |       |       |       |      |     |         |   |    |    |
| 1979 | 35,47 | APU   | AD    | AD    | 1,66  | 43,67    | 11,07 |       |       |       |      |     |         |   |    |    |
| 1980 | FRS   | APU   | AD    | AD    | 0,95  | 38,41    | 13,96 | 36,83 |       |       |      |     |         |   |    |    |
| 1983 | 27,27 | APU   | 5,45  | 2,23  | 0,15  | 58,91    |       |       |       |       |      |     |         |   |    |    |
| 1985 | 20,49 | APU   | 5,47  | 1,77  | 0,54  | 50,77    | 14,10 |       |       |       |      |     |         |   |    |    |
| 1987 | 23,12 | CDU   | 16,26 | 2,20  | 1,44  | 38,10    | 7,45  |       |       |       |      |     |         |   |    |    |
| 1991 | 37,38 | CDU   | 26,88 | 2,08  |       | 19,19    | 1,36  | 0,90  |       |       |      |     |         |   |    |    |
| 1995 | 49,51 | CDU   | 11,03 | 4,06  | 1,41  | 27,71    |       |       |       |       |      |     |         |   |    |    |
| 1999 | 51,51 | CDU   | 4,14  | 8,10  |       | 27,87    | 0,28  | 1,13  |       |       |      |     |         |   |    |    |
| 2002 | 49,64 | CDU   | 22,21 | 5,73  | 15,25 |          | 0,61  |       |       |       |      |     |         |   |    |    |
| 2005 | 54,01 | CDU   | 11,98 | 3,15  | 21,02 | 2,84     |       |       |       |       |      |     |         |   |    |    |
| 2009 | 37,07 | CDU   | 10,37 | 9,42  | 33,40 | 5,34     |       |       |       |       |      |     |         |   |    |    |
| 2011 | 27,87 | CDU   | 21,40 | 14,93 | 20,74 | 2,77     | 0,40  |       |       |       |      |     |         |   |    |    |
| 2015 | 37,94 | CDU   | CDS   | PSD   | 20,99 | 6,91     | 0,26  | 21,51 | 0,13  |       |      |     |         |   |    |    |
| 2019 | 39,67 | CDU   | 12,07 | 6,18  | 23,53 | 7,39     | 1,21  |       | 0,30  | 2,26  | 0,00 |     |         |   |    |    |
| 2022 | 42,11 | CDU   | 16,64 | 1,28  | 20,63 | 2,13     | 0,28  | 0,71  | 11,66 | 1,28  |      |     |         |   |    |    |
| 2024 | 30,53 | CDU   | AD    | AD    | 18,50 | 15,91    | 2,98  | 0,65  | 0,78  | 22,77 | 2,07 |     |         |   |    |    |

## Acessos

### Rodoviário
- EN386
  - Serpa - Brinches (Serpa) - Moura - Póvoa de São Miguel (Moura) - Amareleja (Moura) - Barrancos - ESPANHA
- EN258
  - Barrancos - Santo Aleixo da Restauração (Moura) - Safara (Moura) - Moura - Vidigueira - Vila Ruiva (Cuba) - Alvito

## Evolução da População do Município
(Obs.: Número de habitantes que tinham a residência oficial neste município à data em que os censos se realizaram.)
| Número de habitantes por Grupo Etário | Número de habitantes por Grupo Etário | Número de habitantes por Grupo Etário | Número de habitantes por Grupo Etário | Número de habitantes por Grupo Etário | Número de habitantes por Grupo Etário | Número de habitantes por Grupo Etário | Número de habitantes por Grupo Etário | Número de habitantes por Grupo Etário | Número de habitantes por Grupo Etário | Número de habitantes por Grupo Etário | Número de habitantes por Grupo Etário | Número de habitantes por Grupo Etário | Número de habitantes por Grupo Etário |
| ------------------------------------- | ------------------------------------- | ------------------------------------- | ------------------------------------- | ------------------------------------- | ------------------------------------- | ------------------------------------- | ------------------------------------- | ------------------------------------- | ------------------------------------- | ------------------------------------- | ------------------------------------- | ------------------------------------- | ------------------------------------- |
|                                       | 1900                                  | 1911                                  | 1920                                  | 1930                                  | 1940                                  | 1950                                  | 1960                                  | 1970                                  | 1981                                  | 1991                                  | 2001                                  | 2011                                  | 2021                                  |
| 0-14 Anos                             | 942                                   | 885                                   | 931                                   | 896                                   | 965                                   | 893                                   | 773                                   | 530                                   | 466                                   | 323                                   | 255                                   | 246                                   | 176                                   |
| 15-24 Anos                            | 425                                   | 526                                   | 550                                   | 579                                   | 583                                   | 626                                   | 531                                   | 330                                   | 268                                   | 324                                   | 228                                   | 164                                   | 146                                   |
| 25-64 Anos                            | 1 162                                 | 1 227                                 | 1 333                                 | 1 481                                 | 1 644                                 | 1 739                                 | 1 791                                 | 1 345                                 | 1 017                                 | 993                                   | 951                                   | 968                                   | 721                                   |
| = ou > 65 Anos                        | 108                                   | 129                                   | 186                                   | 214                                   | 264                                   | 270                                   | 334                                   | 405                                   | 406                                   | 412                                   | 490                                   | 456                                   | 395                                   |

(Obs.: De 1900 a 1950 os dados referem-se à população presente no município à data em que eles se realizaram. Daí que se registem algumas diferenças relativamente à designada população residente.)

## Galeria

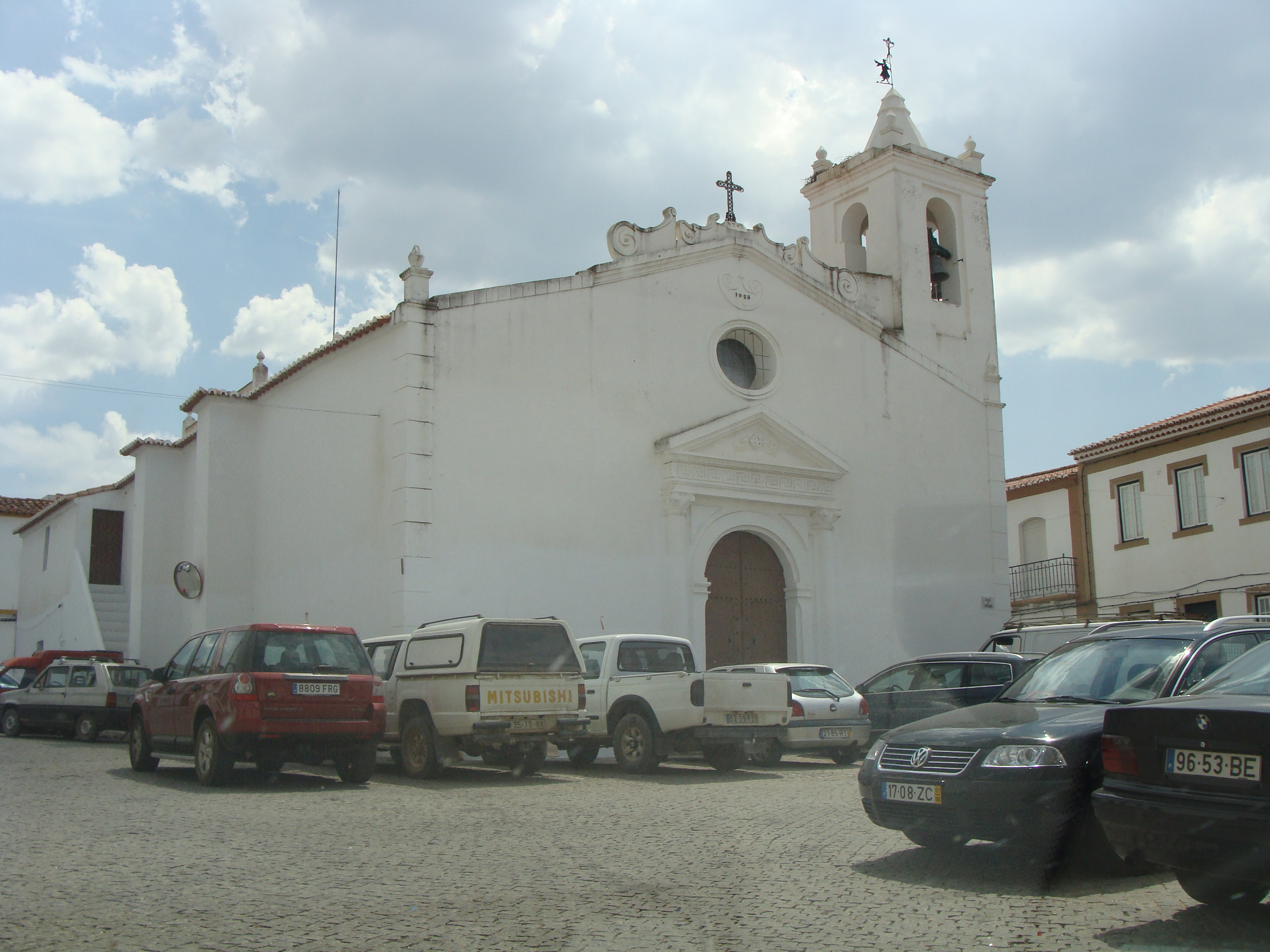
Igreja Matriz
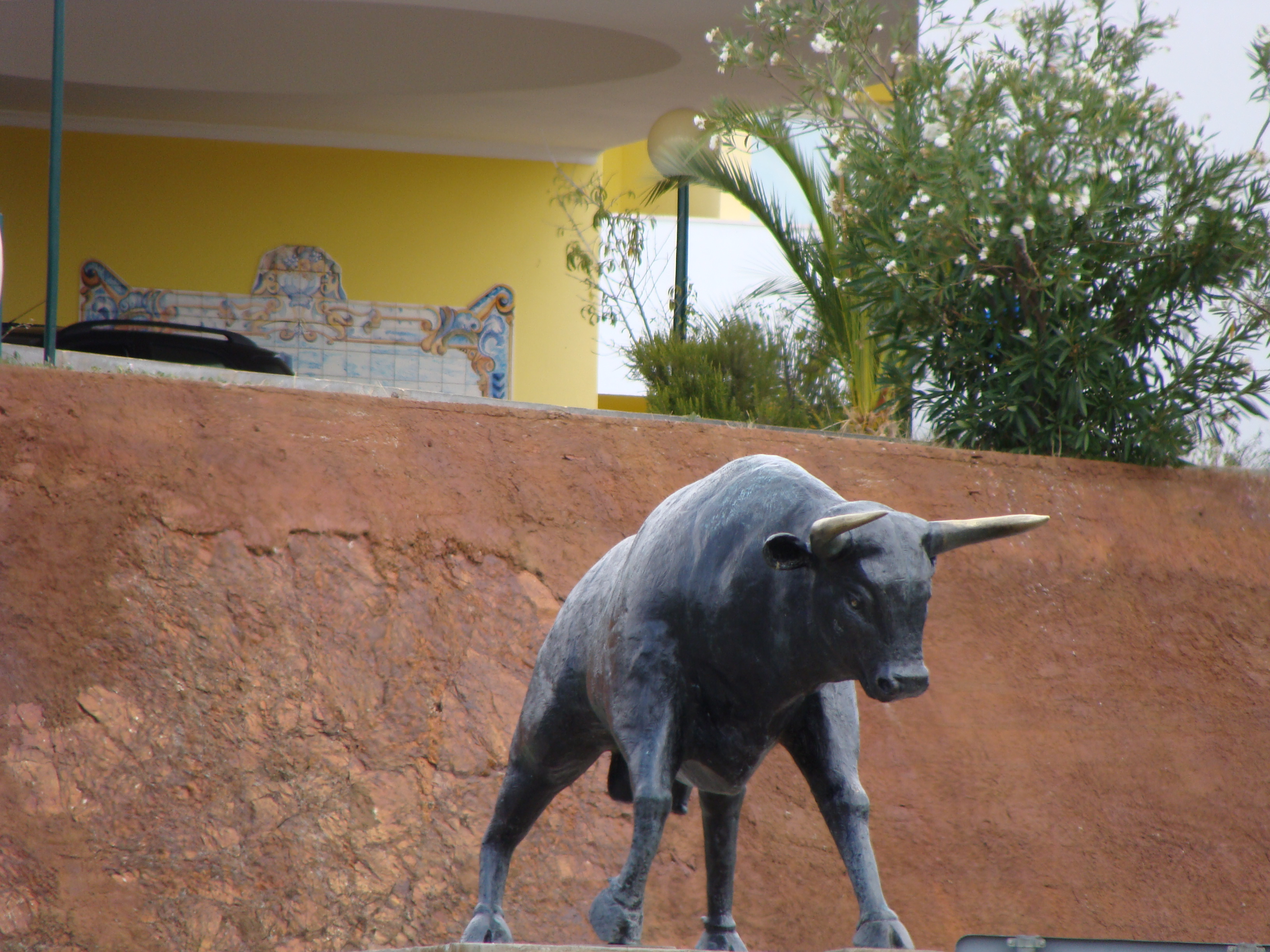
Monumento ao Touro
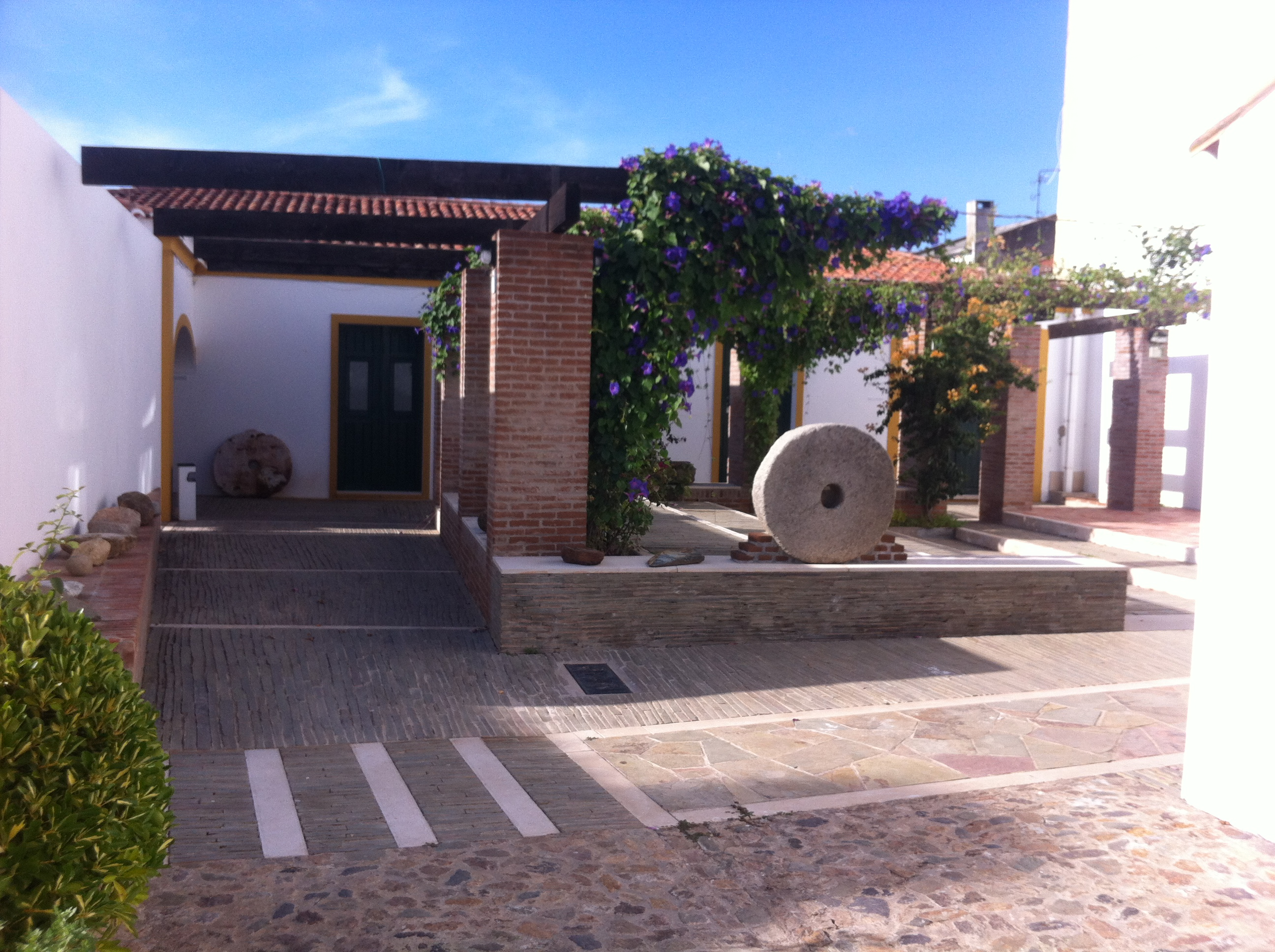
Museu arqueológico e etnográfico de Barrancos